# Roadtech Engineering
Roadtech Engineering war ein britischer Hersteller von Automobilen.

## Unternehmensgeschichte
Richard Tilly gründete 1999 das Unternehmen in Crawley in der Grafschaft West Sussex. Er begann mit der Produktion von Automobilen und Kits. Der Markenname lautete RT. 2006 endete die Produktion. Tilly betrieb von 2003 bis 2007 auch Razer Sports Cars.

## Fahrzeuge
Zwischen 1999 und 2003 standen die Modelle 1 und Blaze im Sortiment. Sie waren vom Lotus Seven inspiriert. Beim ersten Fahrzeug bestanden einige Teile aus MDF. Später war die Karosserie aus Aluminium und nur die Front und die Kotflügel aus Fiberglas. Von diesen Modellen entstanden etwa fünf Exemplare.
2001 wurde von White Rose Vehicles das Modell Locust in der Ausführung der dritten Serie übernommen. Viele Teile kamen vom Ford Sierra.